# Énergie non renouvelable
Une énergie non renouvelable est une source d'énergie qui se renouvelle moins vite qu'on ne la consomme et de manière négligeable à l'échelle humaine, par opposition aux énergies renouvelables.
Les principales sources d’énergies non renouvelables sont des produits possédant des propriétés énergétiques intrinsèques nucléaires (comme les matières fissiles) ou chimiques (comme les hydrocarbures, formés à partir de biomasse fossile que le temps a transformée en charbon, pétrole ou gaz).

## Description
Les énergies non renouvelables se regroupent en plusieurs familles, selon la nature de leur combustible.
Toutes les centrales thermiques requièrent une alimentation en eau pour évacuer la chaleur non convertie en électricité, qui représente un à deux tiers de l'énergie de combustion. Cette eau est pour partie retournée au milieu naturel, ce qui peut affecter la faune et la flore.

### Énergies fossiles
Les énergies fossiles sont tirées principalement du charbon, du pétrole et du gaz naturel. Elles sont appelées fossiles car elles proviennent de la décomposition très lente d'éléments organiques (provenant d'animaux ou de plantes) il y a plusieurs millions d'années.
Leur quantité est limitée sur Terre et leur extraction rapide provoque leur épuisement. Il est plus ou moins facile d'extraire cette énergie, en fonction des conditions géologiques et de l'évolution des techniques. Riches en carbone, elles produisent lors de leur combustion une part importante du dioxyde de carbone (CO2) émis par l'Homme, qui est une des causes du réchauffement climatique. Elles sont également sources de pollutions de l'air aux particules (oxydes, suies et métaux).
Les centrales dites thermiques à flamme atteignent des rendements de 35 à 44 % pour le charbon et jusqu'à 60 % pour les centrales à gaz à cycle combiné.

### Énergie nucléaire
L'utilisation de cette énergie non fossile ne rejette pas de CO2 ni de polluants. En revanche, elle produit des déchets radioactifs qui nécessitent un confinement du fait de la chaleur et des émissions radioactives qu'ils génèrent, et dont la durée de vie peut être très longue (plusieurs milliers d'années).
Le rendement des centrales est de l'ordre de 33 %. Cette valeur relativement faible implique que les rejets de chaleur dans les cours d'eau, ou dans l'atmosphere, sont importants et risquent de causer une pollution thermique égale à deux fois l’énergie produite. Ceci peut générer un réchauffement important des cours d'eau utilisés ce qui a des conséquences néfastes sur la faune et la flore, et nécessite l’arrêt de centrale en cas de canicule.

## Consommation et impacts
Actuellement, pratiquement 80 % de l’énergie totale consommée dans le monde est d'origine non renouvelable. 
La consommation importante, et toujours croissante, des énergies fossiles inquiète particulièrement les scientifiques pour son impact sur l'effet de serre et ses conséquences sur le réchauffement climatique.
Concernant l'énergie nucléaire, les inquiétudes portent sur la sûreté des centrales, leur coût de construction, de fonctionnement et de démantèlement, ainsi que sur la gestion des déchets produits.